# Shinmoedake
El Shinmoedake (新燃岳?) es un estratovolcán de  Japón localizado en el sureste de la isla de Kyūshū, en el límite de las prefecturas de Kagoshima y Miyazaki, pertenece al grupo de volcanes de Kirishima siendo uno de sus volcanes activos.

## Historia

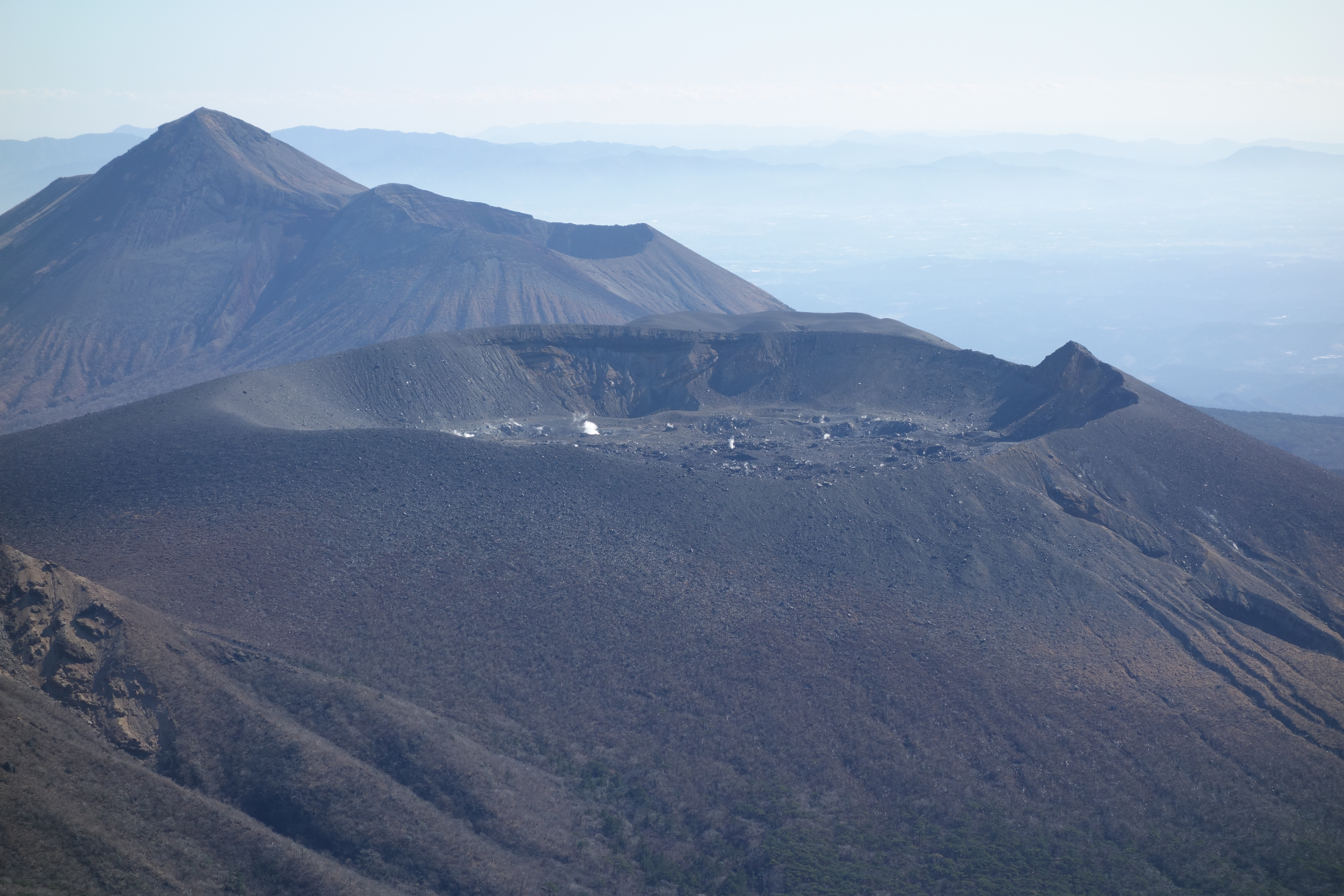
Caldera vista desde el monte Karakuni

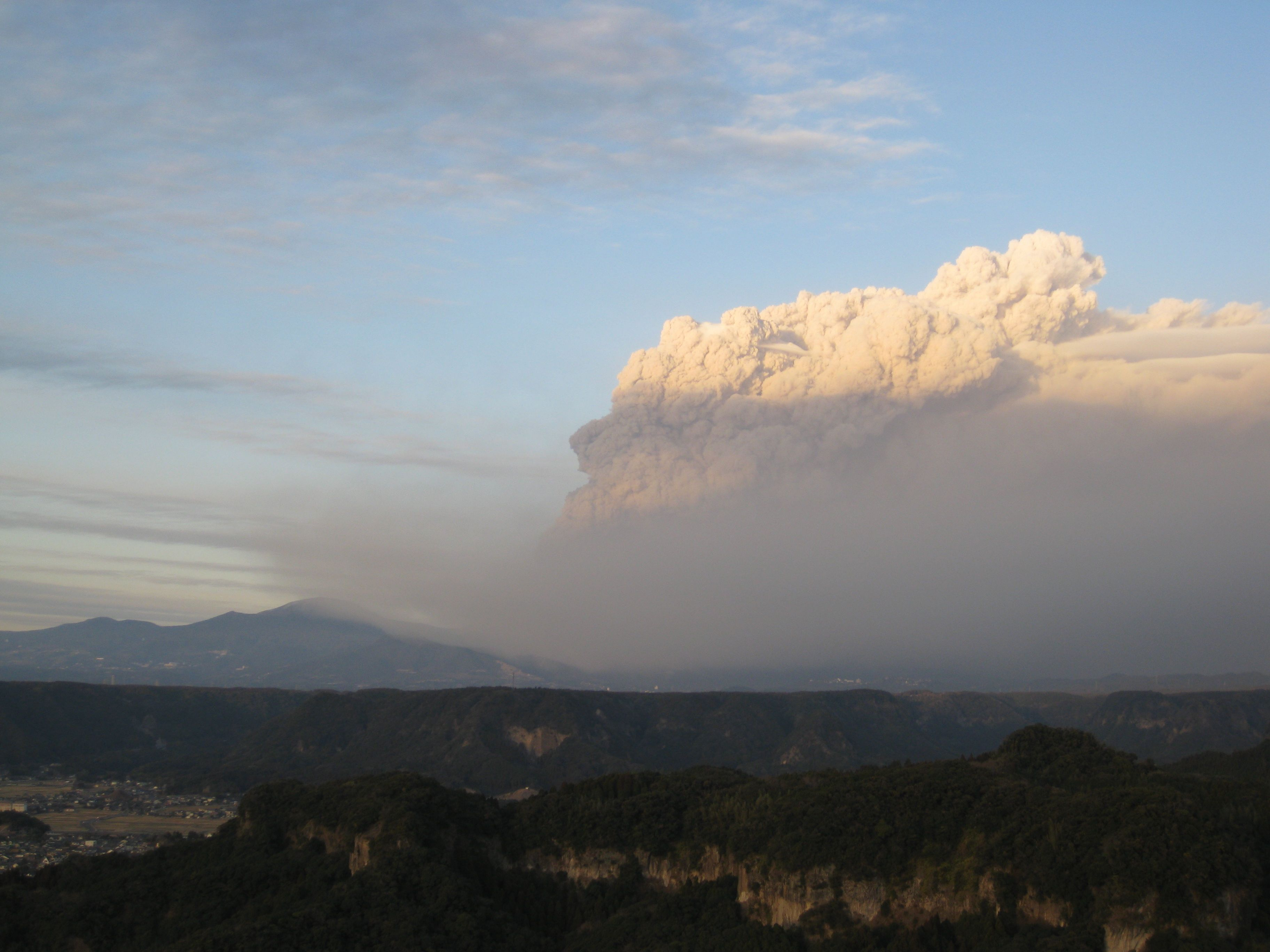
Volcán en erupción el 27 de enero de 2011.

Existen registros de erupciones en 1716, 1717, 1771, 1822, 1959, 1991, 2008, 2009, 2011 y 2018.  
El 14 de marzo de 2011 el volcán entró en erupción y obligó a evacuar a 600 habitantes de la ciudad de Takaharu situada a 1,4 km del volcán, además el Observatorio Meteorológico de Miyazaki recomendó la evacuación de los 1100 habitantes de esa ciudad. El tráfico aéreo en la zona tuvo que ser interrumpido, restableciéndose en los siguientes días.
La erupción más reciente del volcán se registró en marzo de 2018 y el humo el 10 de marzo alcanzó una altura de 4.500 metros obligando a cancelar cientos de vuelos en el aeropuerto de Kagoshija situado a pocos quilómetros.

## Cine
En 1967, fue escenario para la película de James Bond Sólo se vive dos veces, en la que el volcán era la base secreta donde se encuentran los cohetes de los villanos.